# كنيسة السيدة العذراء (كفر برعم)
كنيسة السيدة العذراء هي كنيسة أثريّة قديمة موجودة في قرية كفر برعم المهجّرة في شمال فلسطين. معروفة باسم كنيسة السيدة العذراء- سيدة الانتقال.

## المكان
هي دار عبادة للطائفة المسيحيّة، تعدّ أحد أهمّ المعالم التي بقيت بعد أن هجّر أهل القرية كفر برعم المعروفة أيضا باسم برعيم، البالغ عددهم آنذاك 300-500 نسمة عام 1948.

## التسمية
سميت الكنيسة باسم السيدة مريم العذراء، والمقصود بالانتقال تكريم السيدة العذراء بانتقالها إلى السماء بالجسد والروح وكتكريم نهائيّ لها على رسالتها وفق المعتقد المسيحيّ، بحيث يحتفل المسيحيون سنويا بهذا التكريم بما يسمى "عيد انتقال العذراء".

## المبنى
يقع مبنى الكنيسة في وسط القرية المهجّرة على ارتفاع 752م فوق سطح البحر، بنيت الكنيسة عدة مرات بعد أن وقعت عام 1873 إثر هزة أرضية. رمّم المبنى لاحقا عدة مرات كان أولها عام 1926م، حيث تم تعيير السقف الخشبي إلى سقف باطون، وكذلك بنيت قبة في وسط السطح محمولة على أربعة أعمدة، إضافة إلى إقامة "العقدة الخارجية" عند لمدخل الغربي للكنيسة وهي التي تحمل جرس الكنيسة.
تعرّض المبنى للضرر بدخول الجيش الإسرائيلي إلى المنطقة عام 1953، حيث تصدع الحائط الشرقي للكنيسة، كما تعرضت الأبواب للضرر أيضًا، وقد قامت الجهات المسؤولة لاحقا بترميم هذا الضرر وإصلاحه، وذلك بإقامة حائط لدعم الحائط الشرقيّ المتضرر. ولا يكتفي أهل القرية المهجرون بذللك، بل يقومون بترميم الكنيسة في أوقات مختلفة ومناسبات مختلفة رغم عدم تواجدهم في المنطقة. في داخل الكنيسة دفن جثمان كاهن الكنيسة الأب الياس إبراهيم سوسان عام 1987م عدا عن سبعة كهان دفنوا أيضًا داخل الكنيسة: الأب اسطفان سوسان، الأب ادناروس أبو فارس، الأب الياي يوسف ريشا، الأب منصور عاصي، الأب موسى الياس سوسان، الأب يوسف داوود ريشا، والأب الياس إبراهيم سوسان.
لا زال أهل كفر برعم يرتادون الكنيسة حتى اليوم، وذلك لإقامة الشعائر الدينية وأملا بالعودة إلى قريتهم في يوم من الأيام.